# رائد إسماعيل

## أعماله
- السند (مسلسل) - 2022 - تأليف
- غيبوبة - 2017- تأليف وإخراج
- القرين - 2017 - تأليف
- البندقدار -2015- تأليف وإخراج
- أبناء الدم -2014- - تمثيل وتأليف وإخراج
- وعد شرف -2012 -تأليف وإخراج
- العقرب -2011- تمثيل وتأليف وإخراج
- دموع التماسيح -2010 تمثيل وتأليف وإخراج
- عيون بلا نوم - 2009 تمثيل وإخراج
- تك تكة -2009-(مخرج )

## روابط خارجية
- رائد إسماعيل على موقع الدهليز
- رائد إسماعيل على موقع قاعدة بيانات الأفلام العربية